# جاستن بورين
جاستن بورين (بالإنجليزية: Justin Boren)‏ هو لاعب كرة قدم أمريكية أمريكي، ولد في 28 أبريل 1988 في بيكيرينغتون في الولايات المتحدة.

## وصلات خارجية
- جاستن بورين على موقع مرجع كرة القدم المحترفة.كوم (الإنجليزية)